# Hohštapler
Hohštapler (germanizam Hochstapler) su osobe koje žele izgledati više ili povoljnije nego što jesu, predstavljajući viši društveni status, bolje profesionalne pozicije ili veći posjed često s namjerom prijevare.
Hohštapleri ponekad varaju svoju okolinu tijekom duljeg razdoblja i bez privlačenja pozornosti radeći primjerice kao liječnici ili druge stručne osobe. Pod geslom mundus vult decipi (lat svijet želi biti prevaren)  hohštapleri uspijevaju iskoristiti lakovjernost ili povjerenje osoba s kojima kontaktira. 
Ipak ponekad uživaju određene simpatije ako ih se uspije razotkriti.
Brojna književna djela i filmovi se bave tematikom hohštaplera.

## Primjeri
- Uhvati me ako možeš (2002.)
- Talentirani gospodin Ripley
- Ispovijedi varalice Felixa Krulla (njem. Bekenntnisse des Hochstaplers Felix Krull) - roman Thomasa Manna